# 中環街市

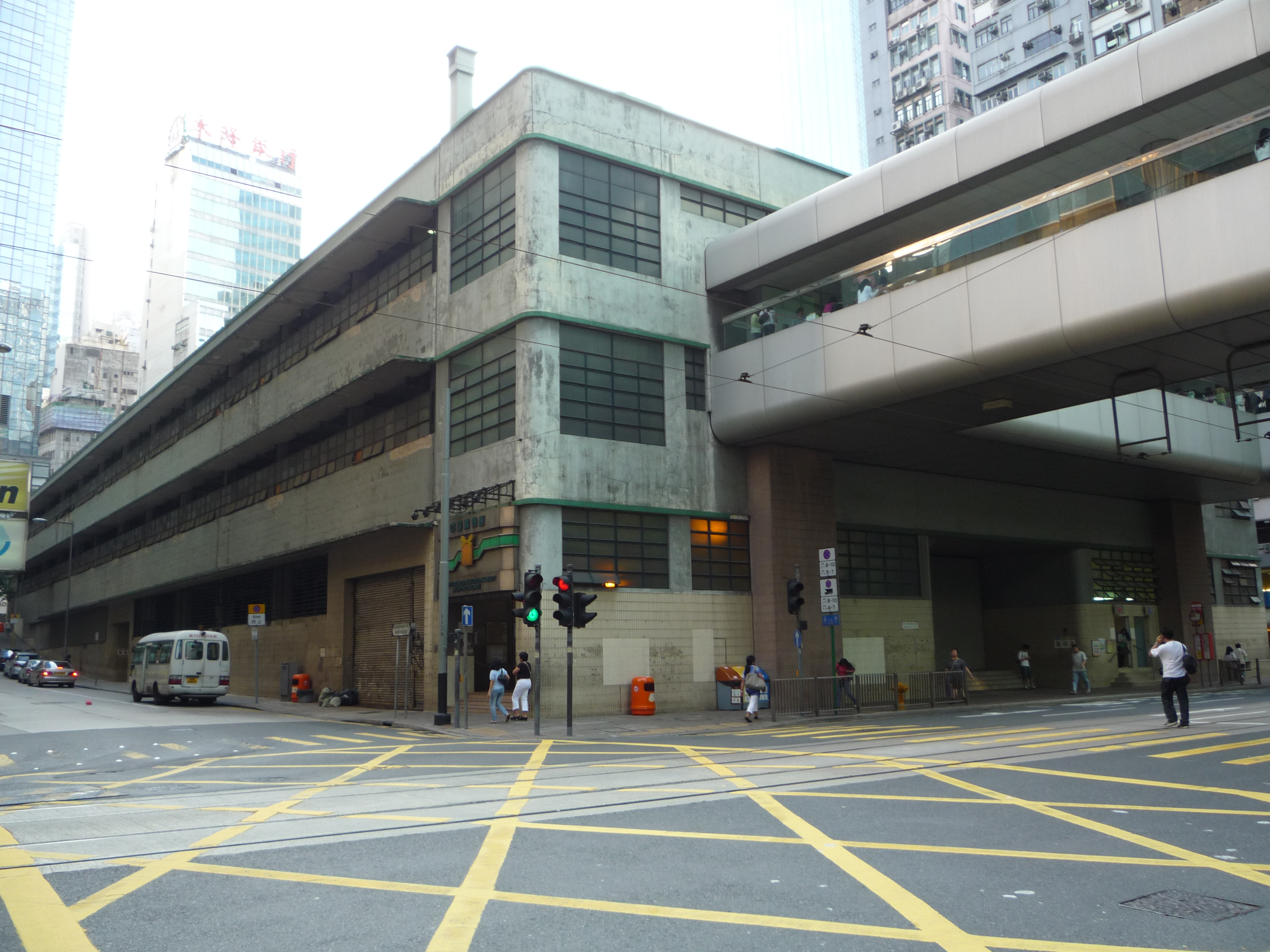
中環街市

中環街市（ちゅうかんがいし、英語: Central Market）は香港のマーケットである。1939年に完成し、現在の建築は4代目の市場であり、同じ時期に完成した旧湾仔街市と同じスタイルである、香港の数少ない戦前に完成したインドアマーケットである。2021年から、中環街市はふたたびオープンした。